# 吴明红
吴明红（1968年3月—），女，汉族，浙江东阳人，中国环境科学家，福州大学校长，上海大学教授、博士生导师，中国工程院院士。
吴明红1968年出生于福建省浦城县。1985年，毕业于浦城一中，并考入上海科学技术大学应用化学专业。先后获上海科学技术大学硕士学位和中国科学院上海原子核研究所博士学位。2013年10月，任上海大学副校长。
2023年12月，任福州大学党委副书记、校长。
2025年6月，当选中国女科技工作者协会第五届理事会副会长、常务理事。